# Birgit Karlsson
Birgit Elisabet Karlsson, född 15 mars 1935 i Eskilstuna, är en svensk pastor, baptistledare och författare.
Karlsson växte upp i Skogstorp utanför Eskilstuna och kom tidigt med i den lokala baptistförsamlingens ungdomsarbete. Hon arbetade några år som evangelist i Skärblacka utanför Norrköping. När Baptistsamfundet beslutade att kvinnor skulle få utbildas till pastorer blev Karlsson en av de tre första kvinnor som antogs, och hon avskiljdes 1959 som pastor i Betlehemskyrkan i Göteborg.
Karlsson var förbundssekreterare i Svenska Baptisternas Kvinnoförbund (SBKF) 1961–1963 och ordförande 1977–1981. Hon var missionsföreståndare för Svenska Baptistsamfundet 1984–1995 och president i Europeiska Baptistfederationen (EBF) 1993–1995. Hon var pastor och föreståndare i Kungsholms baptistkyrka i Stockholm 2006–2017.